# Bubsy II
Bubsy II est un jeu vidéo de plate-forme développé et édité par Accolade sorti sur Mega Drive, Game Boy et Super Nintendo en 1994. Il fait suite à Bubsy in: Claws Encounters of the Furred Kind et est le second opus de la série Bubsy. La version GB était publié par Telstar, Publieur notable pour avoir publié des jeux  Bubsy en Europe

## Synopsis
Alors qu'un nouveau parc d'attractions ouvre ses portes, Bybsy et ses amis s'y rendent. Craignant que l'endroit ne soit trop fréquenté, les jumeaux décident de s'y introduire la veille de son ouverture. Bubsy est alors envoyé dans d'autres lieux et d'autres époques,.

## Système de jeu
Le système de jeu est similaire à celui du précédent opus : il s'agit d'un jeu de plate-formes 2D à défilement horizontal.
Contrairement au premier jeu où l'enchainement des niveaux était prédéfini, Bubsy II propose au joueur de choisir de parcourir les niveaux dans l'ordre qu'il souhaite. Le joueur doit toujours déplacer Bubsy à travers des niveaux où il peut sauter et glisser, et Bubsy peut ramasser des objets, à la différence qu'il s'agit désormais de billes au lieu des pelotes de laine du précédent opus. Un mode multijoueur est également présent, où un deuxième joueur peut contrôler un autre personnage.

## Développement
Un second opus à la série Bubsy est en projet quelques mois après la sortie de Bubsy in: Claws Encounters of the Furred Kind. Les développeurs choisissent alors parmi trois scénarios pour le jeu, aucun d'entre eux ne faisant revenir les antagonistes du jeu précédent, les Woolies. La production de cette suite ne débute qu'après que le premier opus soit devenu un succès commercial. Cependant, une nouvelle équipe de développement au sein d'Accolade est chargée de réaliser le jeu, sans l'aide du concepteur original Michael Berlyn.
Comme le premier épisode, les versions Mega Drive et Super Nintendo sont identiques, mais la version Game Boy est drastiquement différente, avec un aspect différent et uniquement en noir et blanc, sauf si le jeu est lancé avec l'accessoire Super Game Boy qui ajoute des couleurs basiques.

## Accueil
- AllGame : 1/5 (MD)[6]
- Consoles + : 84 % (MD)[7]